# اندیس محمدآباد کوزه‌گر
محمد آباد کوزه گر یک اندیس مصالح ساختمانی است که در حوالی شهر عروسان استان اصفهان قرار دارد و مادهٔ معدنی موجود در آن، سیلیس است.  